# Merești
Merești là một xã thuộc hạt Harghita, România. Dân số thời điểm năm 2002 là 1415 người.